# Steffen Menze
Steffen Menze (* 28. Januar 1969 in Plauen) ist ein ehemaliger deutscher Fußballspieler, der seine sportliche Laufbahn als Trainer fortsetzte und zuletzt als Sportdirektor bei Dynamo Dresden tätig war.

## Spielerkarriere
Menze spielte zunächst in den Nachwuchsabteilungen der BSG Stahl Eisenhüttenstadt und des FC Vorwärts Frankfurt (FCV). In der Saison 1987/1988 gehörte er zum Kader der zweiten Mannschaft des FCV, die in der zweitklassigen DDR-Liga spielte. Von den 34 Punktspielen bestritt Menze als Mittelfeldspieler 21 Partien, in denen er fünf Tore erzielte. Durch den Abstieg der ersten Mannschaft aus der höchsten Spielklasse nach der Oberliga-Spielzeit 1987/88 wurde der FCV II in die Bezirksliga zurückgestuft. In der folgenden Spielzeit gehörte Menze weiterhin zum Aufgebot der Zweitvertretung in der drittklassigen Frankfurter Bezirksliga, die trotz eines sehr guten 2. Platzes analog zur Zweiten der SG Dynamo Fürstenwalde (Rang 14) im Sommer 1989 den Spielbetrieb einstellte. In der Liga-Saison 1989/90 bestritt er in der ersten Mannschaft neun Punktspiele, leistete also auch seinen Anteil an der Rückkehr des Armee-Clubs ins Oberhaus.
Im Sommer 1990 kehrte er nach Eisenhüttenstadt zurück, wo sich seine ehemalige Betriebssportgemeinschaft (BSG) kurz zuvor in den Fußballclub Stahl umstrukturiert hatte und die zweite Oberligasaison in Folge in Angriff nahm. Es dauerte jedoch bis zum 16. März 1991, bis er sein erstes Oberligaspiel bestreiten konnte. In der Begegnung FC Stahl – FC Sachsen Leipzig (3:0) wurde er als Mittelfeldspieler eingesetzt. Auf dieser Position spielte er in der Saison 1990/91 zehnmal in der Oberliga und erzielte dabei drei Tore. Außerdem stand er mit seiner Mannschaft als linker Mittelfeldspieler im letzten Pokalfinale der DDR, das mit 0:1 gegen Meister Hansa Rostock verloren wurde.
Danach folgte er dem Ruf von Eduard Geyer und wechselte nach Ungarn zu Siófoki Bányász SE. Aufgrund finanzieller Schwierigkeiten des Vereins blieb er dort nur eine halbe Saison und wechselte in der Winterpause 1991/1992 in die 2. Bundesliga zum FC St. Pauli. In der Rückrunde wurde er aber nur dreimal für die Hamburger eingesetzt. Daraufhin ging er nach Pforzheim, wo er nacheinander für die Oberligisten 1. FC und den VfR spielte. 1994 wurde er als Abwehrspieler zu Hannover 96 transferiert. In der 2. Bundesliga bestritt er für die Niedersachsen 40 Spiele (3 Tore) und nach dem Abstieg 1996 wechselte er zu Eintracht Frankfurt. Nachdem er dort weitere zehn Zweitligapartien (ein Tor) absolviert hatte, holte ihn Gerd Schädlich im darauffolgenden Winter zum FSV Zwickau. Bei den Westsachsen wurde er auch wieder als Mittelfeldspieler eingesetzt. Er blieb bis zum Abstieg 1997/98 und wechselte dann in die Regionalliga zum 1. FC Union Berlin.
In der Wuhlheide wurde Menze zum Führungsspieler, Mannschaftskapitän, Torjäger (30 Tore in 90 Regionalligaspielen) und Publikumsliebling. Er war aber auch die tragische Figur der Aufstiegsrelegation in der Saison 1999/2000, als er im Elfmeterschießen gegen den VfL Osnabrück seinen Elfmeter vergab. Daraufhin entwickelte sich bei den Union-Fans das geflügelte Wort „Menze ist schuld“, wenn irgendetwas schieflief. Im Folgejahr gelang Union mit Menze der Aufstieg in die 2. Bundesliga sowie der Einzug ins DFB-Pokalfinale gegen Schalke 04. Zum Abschluss seiner Spielerkarriere ging er 2003 für ein Jahr zu Kickers Offenbach.
Steffen Menze bekam während seiner Zeit bei Union den Spitznamen „Achim“ wegen der Namensähnlichkeit zu Entertainer Achim Mentzel, der auch einen Fansong über den Verein gesungen hatte.

## Trainerlaufbahn
Nach dem Karriereende rückte er in den Trainerstab der Offenbacher auf und betreute die II. Mannschaft des OFC bis 2006. Nach der Entlassung von Hans-Jürgen Boysen fungierte er für zwei Tage als Interimstrainer der Zweitligamannschaft, bevor Wolfgang Frank verpflichtet wurde. Ab der Saison 2006/07 trainierte er den Traditionsverein SV Waldhof Mannheim in der Oberliga Baden-Württemberg, wurde im September 2007 aber wegen anhaltender Erfolglosigkeit entlassen. In der Saison 2008/09 stand Menze wieder bei Kickers Offenbach unter Vertrag zuerst als Trainer der II. Mannschaft und ab Januar 2009 als Co-Trainer der ersten Mannschaft. Nach dem Rücktritt von Trainer Boysen im Oktober 2009 übernahm Menze das Team als verantwortlicher Übungsleiter. Aufgrund ausbleibender sportlicher Erfolge wurde die Zusammenarbeit am 8. Februar 2010 beendet.
Am 9. März 2011 wurde Menze als neuer Sportdirektor bei Dynamo Dresden vorgestellt. Im Mai 2011 stieg er mit seinem neuen Team nach den Relegationsspielen gegen den VfL Osnabrück in die 2. Bundesliga auf. Nach der Beurlaubung von Ralf Loose im Dezember 2012 sowie nach der Beurlaubung von Peter Pacult im August 2013 übernahm Menze jeweils interimistisch den Trainerposten bei Dynamo Dresden. Im Januar 2014 gab der Verein bekannt, dass Menze seinen zum 30. Juni 2014 auslaufenden Vertrag nicht verlängern werde und sich stattdessen eine neue Herausforderung suchen möchte. Daraufhin wurde er eine Woche später von Dynamo Dresden bis zum Ablauf seines Vertrages freigestellt.
Inzwischen ist Menze als Spielerberater tätig und betreibt gemeinsam mit einem Geschäftspartner die Agentur SNM-Sportsmanagement.

## Privates
Menze absolvierte neben seiner Spielerkarriere eine kaufmännische Ausbildung sowie eine Weiterbildung zum Sportfachwirt. Er ist verheiratet und hat einen Sohn.

## Statistik
- Pokalfinalist mit Stahl Eisenhüttenstadt (1991) und Union Berlin (2001)
- 4 UEFA-Cup-Einsätze für Union Berlin (2001)
- 10 DDR-Oberligaspiele (3 Tore) für Stahl Eisenhüttenstadt
- 164 Zweitligaspiele (15 Tore) für St. Pauli, Hannover 96, Eintracht Frankfurt, den FSV Zwickau und Union Berlin
- 103 Regionalligaspiele (32 Tore) für Union Berlin und Kickers Offenbach